# Kaishain seikatsu
Kaishain seikatsu (会社員生活?) è un film del 1929 diretto da Yasujirō Ozu.

## Produzione
Film basato sulle difficoltà quotidiane di un impiegato vide l'utilizzo, da parte del regista, di alcuni effetti visivi (tra cui le dissolvenze e la sovrapposizione di più fotogrammi) per simulare alcune situazioni ambientali.

## Distribuzione
Il film è stato distribuito esclusivamente in Giappone, essendo andato perduto.

### Date di uscita
- 25 ottobre 1929 in Giappone[2][3]